# Physopsis chrysophylla
Physopsis chrysophylla là một loài thực vật có hoa trong họ Hoa môi. Loài này được (C.A.Gardner) Rye miêu tả khoa học đầu tiên năm 1996.